# Prunus myrtifolia
Prunus myrtifolia là loài thực vật có hoa trong họ Hoa hồng. Loài này được (L.) Urb. miêu tả khoa học đầu tiên năm 1904.